# Неделчо Чернев
Неделчо Борисов Чернев е български филмов и театрален режисьор. Роден е на 1 март 1923 г. в град Мъглиж, Казанлъшко. Завършва Държавната театрална школа в София през 1947 г. Негов преподавател в нея е професор Боян Дановски. Работи като асистент-режисьор в Народен театър „Иван Вазов“ и Врачанския театър. В продължение на 9 години е постановчик в Театър на Българската Армия. Известност добива като режисьор на някои от най-гледаните български сериали: „На всеки километър“ (1969, 1971), "Капитан Петко войвода" (1981) и други.
Негов брат е актьорът Петър Чернев, а племенниците му са Борис Чернев и Петър Чернев, които са най-известни с озвучаването на филми и сериали.

## Филмография
| Година | Заглавие                        | Жанр                | Пояснение                                                                    |
| ------ | ------------------------------- | ------------------- | ---------------------------------------------------------------------------- |
| 1965   | „Русият и Гугутката“            | телевизионен сериал | първи български телевизионен сериал                                          |
| 1967   | „С пагоните на дявола“          | телевизионен сериал | 5 епизода, по романа на Борис Недялков „Майорът от SS”                       |
| 1969   | „На всеки километър“            | телевизионен сериал | първа част от поредицата                                                     |
| 1971   | „На всеки километър“ II         | телевизионен сериал | втора част, общо 26 епизода                                                  |
| 1973   | „Дъщерята на началника“         |                     | по романа на Стоян Даскалов                                                  |
| 1974   | „На живот и смърт“              |                     | по романа на Димитър Ангелов                                                 |
| 1976   | „Изгори, за да светиш“          | телевизионен сериал | 7 епизода                                                                    |
| 1976   | „Момичето с хармониката“        |                     |                                                                              |
| 1981   | „Капитан Петко войвода“         | телевизионен сериал | 12 епизода, по мотиви от книгата на Николай Хайтов                           |
| 1983   | „Фалшификаторът от „Черния кос“ | телевизионен сериал | 3 епизода, по романа на Хаим Оливер                                          |
| 1985   | „Денят не си личи по заранта“   | телевизионен сериал | 6 епизода, по едноименния роман на Богомил Райнов                            |
| 1986   | „Дом за нашите деца“            | телевизионен сериал | 5 епизода, част от поредицата по романа на Лиляна Михайлова „Един тъжен мъж“ |
| 1987   | „Време за път“                  | телевизионен сериал | 5 епизода, част от поредицата по романа на Лиляна Михайлова „Един тъжен мъж“ |
| 1988   | „Неизчезващите“                 | телевизионен сериал | 5 епизода, част от поредицата по романа на Лиляна Михайлова „Един тъжен мъж“ |
| 1990   | „Бащи и синове“                 | телевизионен сериал | 5 епизода, част от поредицата по романа на Лиляна Михайлова „Един тъжен мъж“ |